# Heritage Range
Heritage Range – południowe pasmo Gór Ellswortha w południowej części Ziemi Ellswortha w Antarktydzie Zachodniej.

## Nazwa
Nazwa pasma Heritage (pol. „dziedzictwo”) nawiązuje do faktu, że wiele nazw nadawanych w regionie związanych było z amerykańskim dziedzictwem . 

## Geografia
Duże pasmo górskie położone na południe od lodowca Minnesota Glacier – południowa część Gór Ellswortha w południowej części Ziemi Ellswortha w Antarktydzie Zachodniej . Pasmo ma ok. 161 km długości i ok. 48 km szerokości . Złożone jest z rozproszonych grzbietów i szczytów o średniej wysokości, skarp, wzgórz i nunataków, oddzielonych licznymi lodowcami . 
Pasmo obejmuje m.in. (alfabetycznie):
- Anderson Massif na styku Splettstoesser Glacier i Minnesota Glacier, dochodzący do 2190 m n.p.m.[2]
- Douglas Peaks na południowym wschodzie[3]
- Dunbar Ridge między Balish Glacier i Schneider Glacier[4]
- Edson Hills na południe od Drake Icefall i na zachód od lodowca Union Glacier[5]
- Enterprise Hills tworzą północną i północno-wschodnią granicę Horseshoe Valley[6]
- Founders Peaks między lodowcami Minnesota Glacier i Gowan Glacier[7]
- Frazier Ridge na zachód od Webster Glacier[8]
- Smith Ridge na zachód od Frazier Ridge w Founders Peaks[9]
- Gifford Peaks w części zachodniej, między Watlack Hills i Soholt Peaks[10]
- Independence Hills na południowy wschód od Marble Hills, południowa część zachodniej ściany Horseshoe Valley[11]
- Liberty Hills na północny wschód od Marble Hills, część zachodniej ściany Horseshoe Valley[12]
- Meyer Hills między Enterprise Hills a Constellation Inlet[13]
- Pioneer Heights – grzbiety i szczyty na wschód od lodowców Schneider Glacier i Schanz Glacier i między Splettstoesser Glacier i Union Glacier, m.in. Inferno Ridge, Nimbus Hills, Gross Hills, Buchanan Hills i Collier Hills[14]
- Soholt Peaks między Gifford Peaks a Drake Icefall[15]
- Watlack Hills między White Escarpment, Splettstoesser Glacier a Dobbratz Glacier[16]
- Webers Peaks między Splettstoesser Glacier, Balish Glacier a Dobbratz Glacier i Fendorf Glacier[17]

## Historia
Północna część pasma została prawdopodobnie po raz pierwszy dostrzeżona 23 listopada 1935 roku przez amerykańskiego lotnika Lincolna Ellswortha (1880–1951) podczas transantarktycznego lotu z Dundee Island na Lodowiec Szelfowy Rossa . W grudniu 1959 roku lot nad obszarem Heritage Range przeprowadzili E.C. Thiel, J.C. Craddock i E.S. Robinson, którzy wylądowali na lodowcu w północnej części pasma . W latach 1962–1963 i 1963–1964 badania geologiczne i kartograficzne pasma przeprowadziły ekspedycje Uniwersytetu Minnesoty . Obszar został zmapowany przez United States Geological Survey na podstawie zdjęć lotniczych marynarki wojennej USA wykonanych w latach 1958–1966 .